# Sengenthal

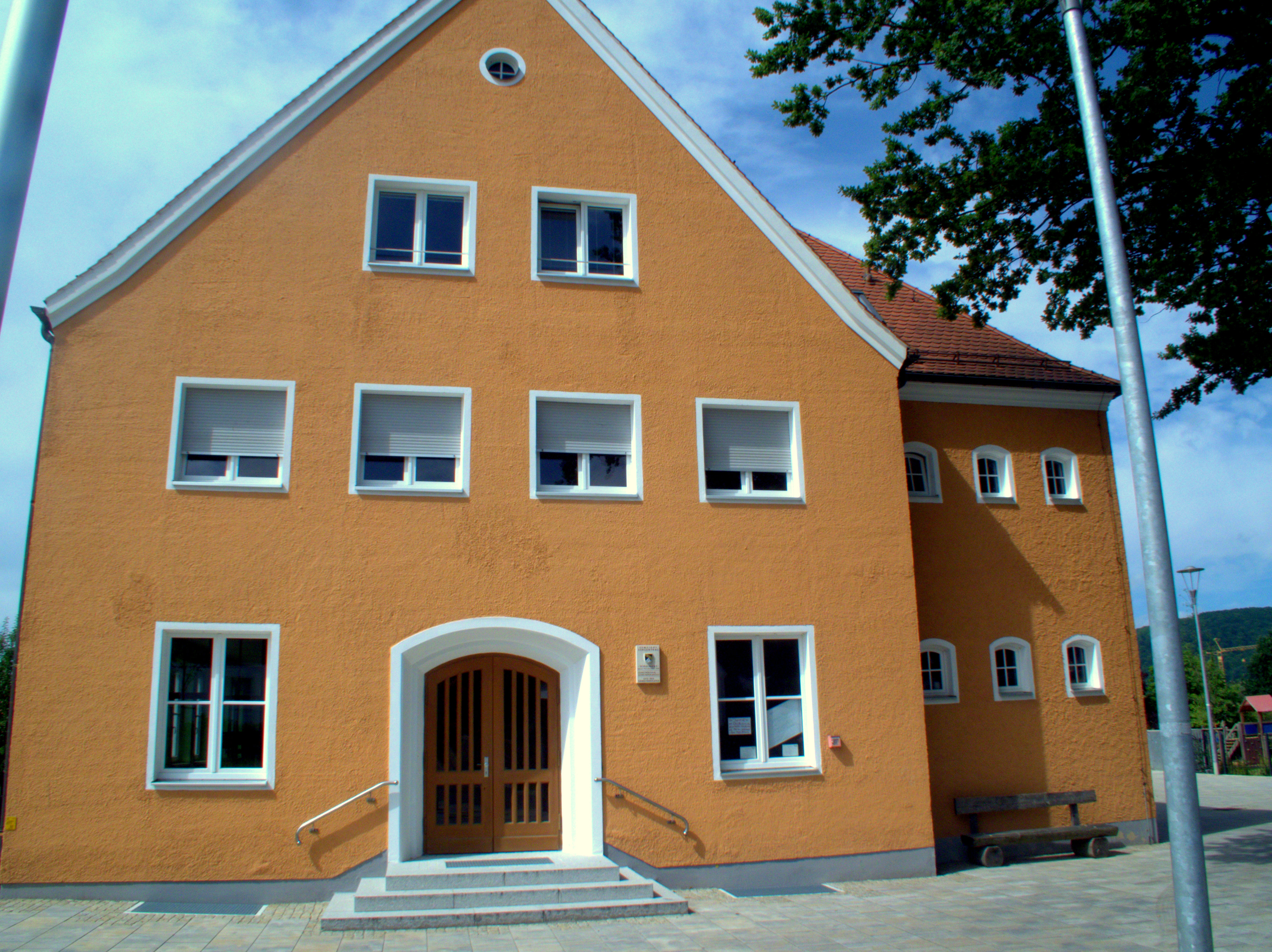
Sengenthal: Rathaus

Sengenthal ist eine Gemeinde im Oberpfälzer Landkreis Neumarkt in der Oberpfalz in Bayern. Die Gemeinde ist Mitglied der Verwaltungsgemeinschaft Neumarkt in der Oberpfalz.

## Geografie

### Geografische Lage
Die Gemeinde liegt südlich von Neumarkt, am westlichen Anstieg zum Oberpfälzer Jura der Fränkischen Alb.

### Gemeindegliederung
Es gibt 21 Gemeindeteile (in Klammern ist der Siedlungstyp angegeben):
- Birkenmühle (Einöde)
- Braunmühle (Weiler)
- Braunshof (Einöde)
- Buchberg (Dorf)
- Dietlhof (Weiler)
- Forst (Dorf)
- Gollermühle (Einöde)
- Greißelbach (Weiler)
- Kanalschleuse 32 (Einöde)
- Kastenmühle (Einöde)
- Ölkuchenmühle (Weiler)
- Reichertshofen (Pfarrdorf)
- Richthof (Einöde)
- Schlierferhaide (Einöde)
- Schlierfermühle (Einöde)
- Schmidmühle (Einöde)
- Seitzermühle (Einöde)
- Sengenthal (Kirchdorf)
- Stadlhof (Weiler)
- Weichselstein (Weiler)
- Winnberg (Dorf)

Die Siedlung Sengenthal am Anger ist kein Gemeindeteil.
Gemarkungen sind Forst, Reichertshofen, Sengenthal und Stauf.

## Geschichte

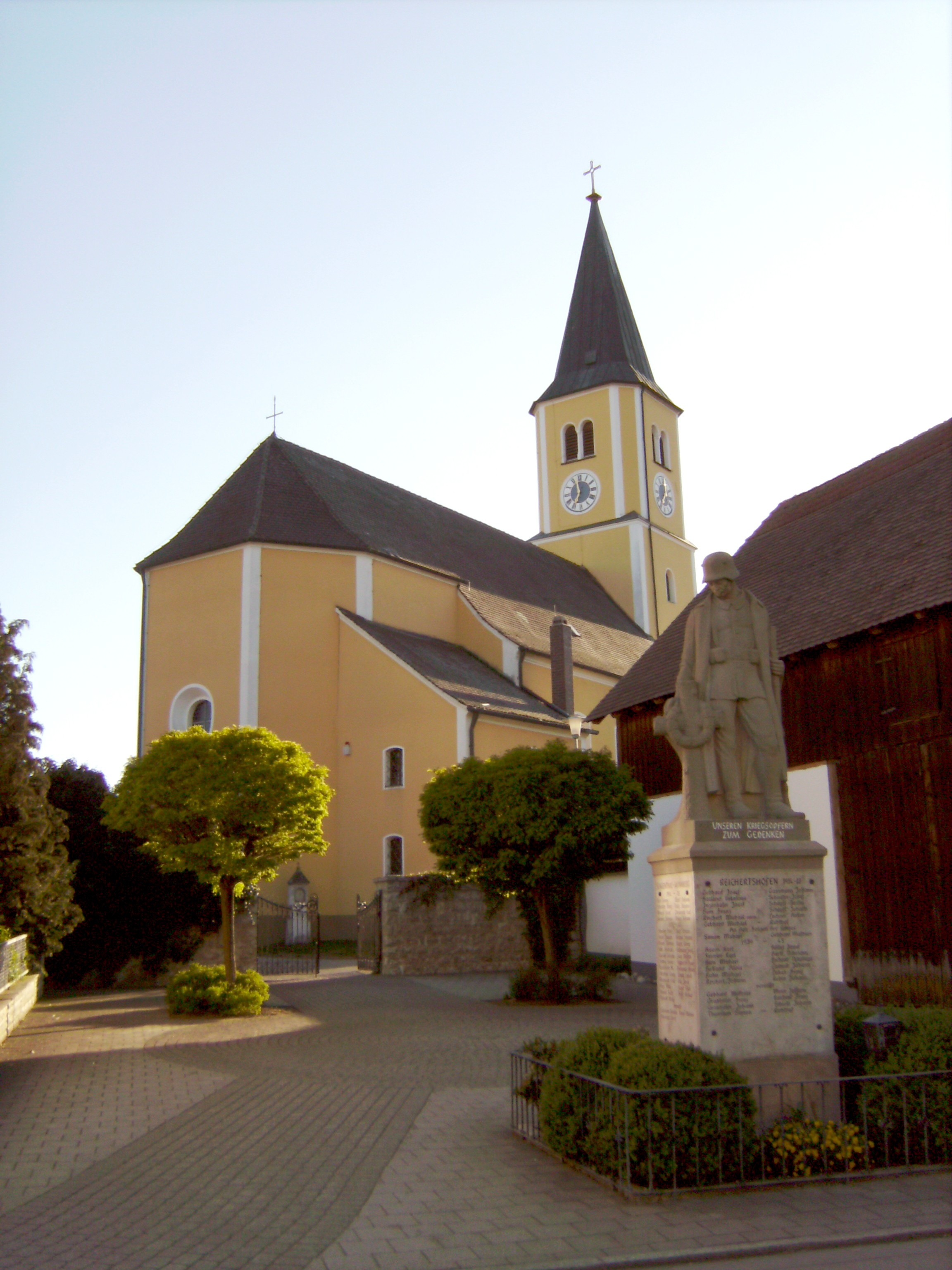
Kirche St. Nikolaus, Reichertshofen

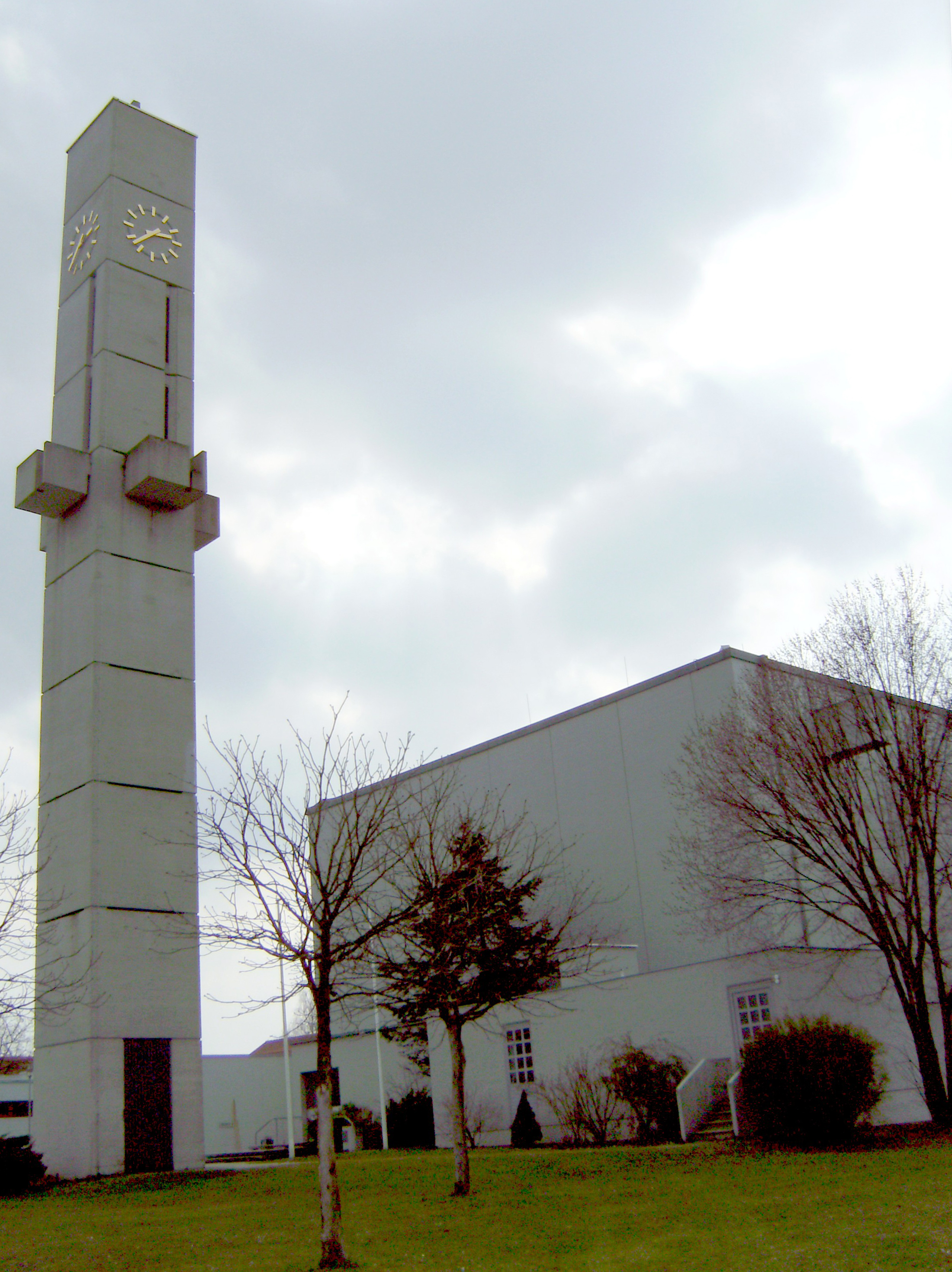
Filialkirche St. Elisabeth

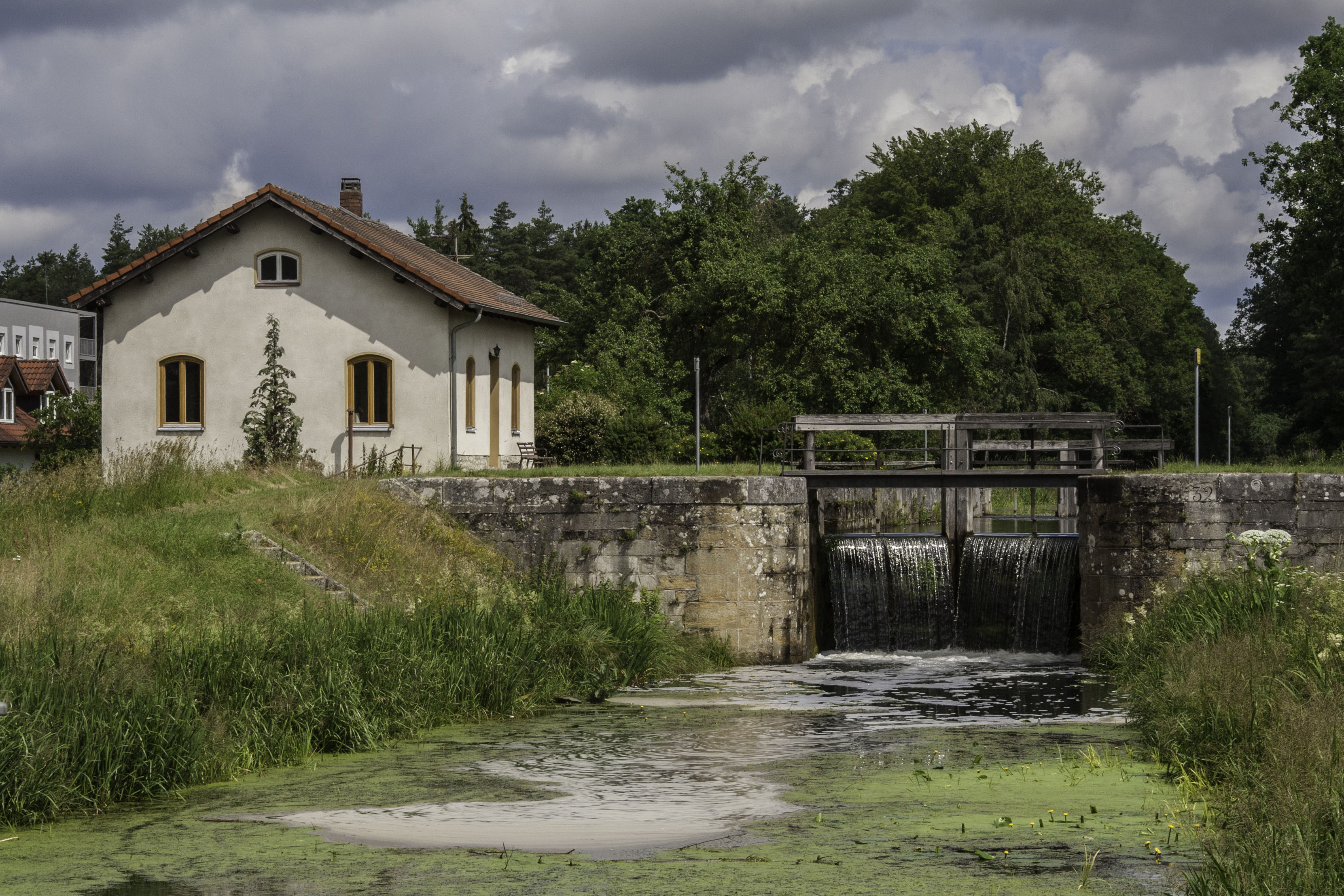
Schleuse 32

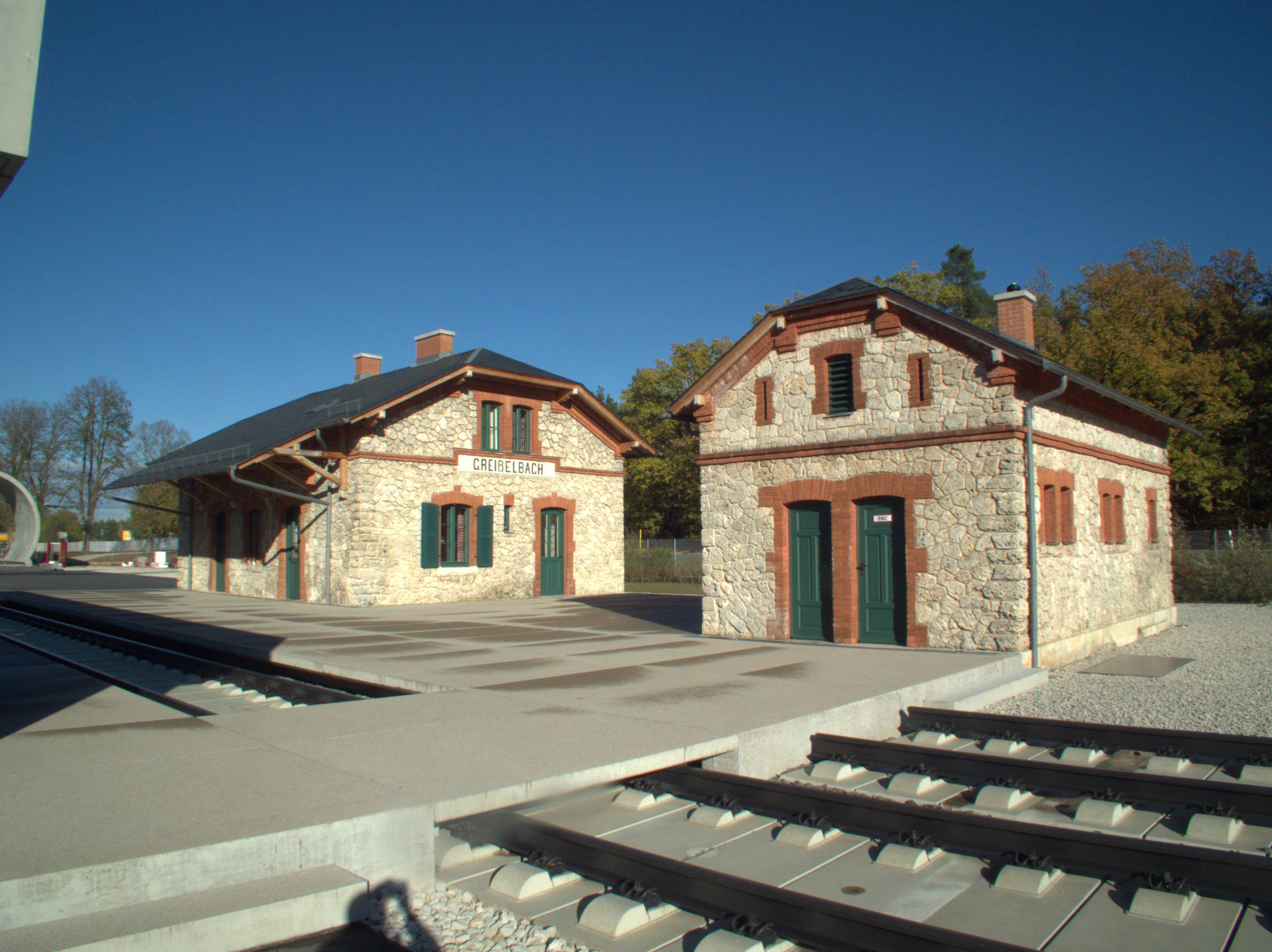
Bahnhof Greißelbach

Der Name des Ortes wurde zum ersten Mal um etwa 1285 als „Sengental“ urkundlich erwähnt. Im Jahr 1603 wurde er als „Sengethall“ bezeichnet und 1797 schließlich in der heute gültigen Schreibweise des Ortsnamens. Bei diesem handelt es sich um einen ursprünglichen Flurnamen, dessen Grundwort von der althochdeutschen Bezeichnung „tal“ (also „Tal“) gebildet wird. Das Bestimmungswort des Namens ist vermutlich auf den Begriff „senge“ zurückzuführen, was die Bedeutung von „Trockenheit“ bzw. „Dürre“ hat.
Sengenthal und Forst waren noch im 13. Jahrhundert Bestandteil der kaiserlichen Hofmark Berngau, die nach dem Tode des letzten Staufers Konradin an die Wittelsbacher gelangte. Das Dorf Sengenthal mit seinen 7 Bauernhöfen war um 1280 zeitweise an die Herren von Rothenfels verpfändet, weil sie den Herzögen von Bayern Burghutdienste leisteten.
In Reichertshofen hingegen war ein Dienstmannengeschlecht der Reichsministerialen von Stein ansässig. Die Reichertshofer, die zwischen 1315 und 1424 urkundlich erwähnt sind, hatten ihre Güter dem Reich zu Lehen. Die Geschichte dieser Niederadelsfamilie ist noch nicht gut erforscht, lässt sich aber über mindestens sieben Generationen verfolgen: Ulrich I. tritt 1261 als Zeuge des Konrad von Sulzbürg im Kloster Seligenporten auf. Die Familie scheint mit dem Regensburger Domherrn Konrad Reichertshofer 1443 ausgestorben zu sein.
Nach dem Aussterben der Reichertshofer wurde die Lehengerechtigkeit den Herren von Wolfstein übertragen, während Mannschaft und Botmäßigkeit kurfürstlich blieben. Der Schrägbalken mit den drei Sternen im Wappen der Gemeinde Sengenthal wurde aus dem Wappen der Reichertshofer übernommen.
Durch die Bildung der Pfarrei Reichertshofen vor 125 Jahren (zuvor bei der Pfarrei Berngau) entstand erstmals ein der heutigen Gemeinde entsprechender Zusammenhang zwischen den Orten der Gemeinde Sengenthal, der damals durch einen Schulsprengel Reichertshofen, Buchberg und Sengenthal mit Schulsitz in Reichertshofen noch verstärkt wurde.
Wesentliche Veränderungen traten im heutigen Gemeindegebiet erst nach 1945 ein. Durch die Industrialisierung (Bau- und Baustoffindustrie) und den Bahnanschluss stieg die Einwohnerzahl der Gemeinde Sengenthal von 900 im Jahre 1939 auf über 3500 in den 2010er Jahren. Zudem trat ein wesentlicher Strukturwandel ein.
In Sengenthal gibt es eine Grundschule für Kinder aus dem Gemeindegebiet und einen katholischen Kindergarten.

### Eingemeindungen
Im Zuge der Gebietsreform in Bayern wurden am 1. Januar 1972 die Gemeinden Forst und Reichertshofen eingegliedert. Am 1. Juli 1972 kam der Gemeindeteil Buchberg der aufgelösten Gemeinde Stauf (heute Stadt Neumarkt) dazu.

### Einwohnerentwicklung
Zwischen 1988 und 2018 wuchs die Gemeinde von 2022 auf 3621 um 1599 Einwohner bzw. um 79,1 % – der höchste prozentuale Zuwachs im Landkreis im genannten Zeitraum.

## Politik

### Gemeinderat
Der Gemeinderat hat 16 Mitglieder. Die Gemeinderatswahl 2020 erbrachte folgende Stimmenanteile und Sitzverteilung:
- CSU: 46,04 % (7 Sitze)
- FDP: 6,55 % (ein Sitz)
- Freie und unabhängige Wählergemeinschaft Sengenthal: 47,42 (8 Sitze)

### Bürgermeister
Erster Bürgermeister ist Werner Brandenburger, Polizeihauptkommissar, Diplom-Verwaltungswirt  (Amtsinhaber seit Mai 2008).

### Wappen
|                                    | Blasonierung: „In Schwarz über einem wachsenden silbernen natürlichen Felsenberg ein goldener Schrägbalken, belegt mit drei sechsstrahligen schwarzen Sternen.“ |
| Das Wappen wird seit 1978 geführt. | |

## Wirtschaft
- Auf dem Gemeindegebiet, bei Greißelbach, liegt der Unternehmenssitz des Baukonzerns Max Bögl.
- Auf dem Winnberg (108 m Höhe) befindet sich die leistungsstärkste Windkraftanlage Bayerns in Form einer REPower 3.4M104 mit 128 m Nabenhöhe und 104 m Rotordurchmesser
- Bis 1986 produzierte die Georg Behringer KG in einem großen Zementwerk Portlandzement.

## Verkehr
Die Bundesstraße 299 führt von Norden aus Richtung Neumarkt kommend nach Süden in Richtung Mühlhausen durch die Gemeinde.
Des Weiteren verläuft die Bahnstrecke Nürnberg–Regensburg durch einen Teil des Gemeindegebietes.
Ehemalige Verkehrswege sind der Ludwigskanal mit einer Schleuse auf dem Gemeindegebiet und die 1991 aufgegebene Bahnstrecke Neumarkt–Dietfurt, die jetzt als Firmenanschluss der Baufirma Max Bögl dient.
Etwa 5 km südwestlich der Ortsmitte, im Gemeindeteil Forst, liegt das Ultraleichtfluggelände Sengenthal.

## Sehenswürdigkeiten

### Kirchen
- St. Nikolaus in Reichertshofen (Sengenthal)
- Die moderne Filialkirche in Sengenthal

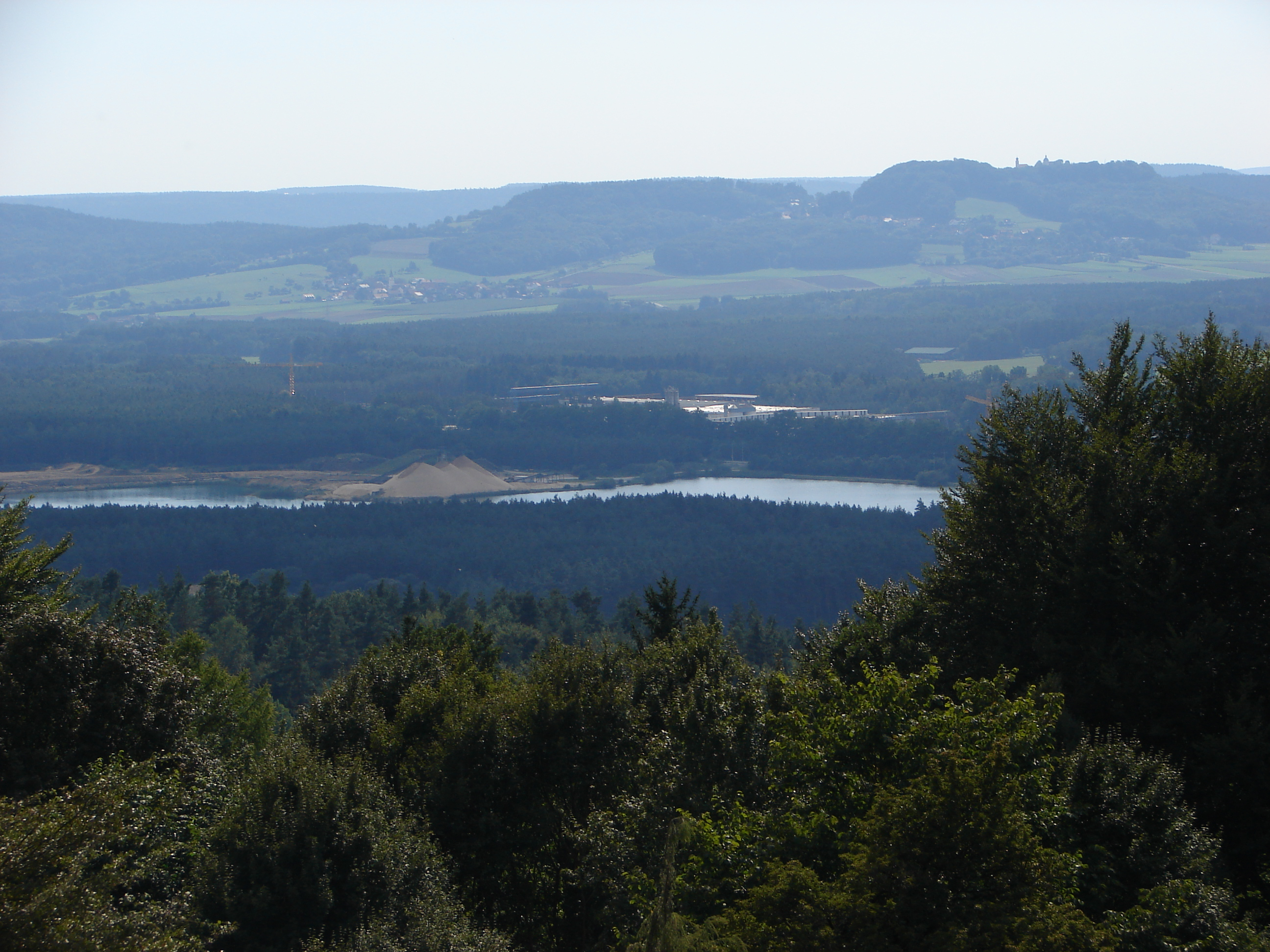
Der Baggersee der Fa. Max Bögl an der Bundesstraße 299

- Kapelle St. Georg im Ortsteil Winnberg

### Ausflugsziele
- Aufgelassener Jura-Steinbruch einer ehemaligen Zementfabrik mit Fossilien und Versteinerungen
- Der Buchberg bietet zahlreiche Wanderwege, unter anderem kommt man am sagenumwobenen Teufelskeller vorbei, wo ein mit Gold gefüllter Wagen stehen soll. Auf dem Berg befinden sich vorgeschichtliche Befestigungsanlagen (sog. Keltenschanzen).
- Ein Baggersee (Sandgrube) an der Bundesstraße 299 beim Ortsteil Greißelbach bietet im Sommer Bade- und Erholungsmöglichkeiten.
- Radtouren: Sengenthaler Rundtour, Ins Land der Zeugenberge und Erlebnis Kanal
- Der Ludwig-Donau-Main-Kanal lädt zum Angeln und Radfahren ein
- Reste der ehemaligen Sulztalbahn und das historische Bahnhofsgebäude in Greißelbach
- Naturschutzgebiet Neumarkter Sanddünen

## Persönlichkeiten
- Ludwig Körner (1915–2012), römisch-katholischer Pfarrer, erster Dekan des Dekanates Eichstätt, Ehrenbürger von Dollnstein und Träger der Bürgermedaille in Gold in Sengenthal[13]